# Muharrem İnce
Muharrem Ince, född 4 maj 1964 i Yalova, är en turkisk lärare och politiker. Ince är känd som en ledande oppositionspolitiker och kritiker av president Recep Tayyip Erdogan och det av Erdogan grundade Rättvise- och utvecklingspartiet. Ince ställde upp i det tidigarelagda presidentvalet i Turkiet den 24 juni 2018, representerande det Republikanska folkpartiet (CHP) och utmanade därmed den sittande presidenten Erdogan om presidentskapet. Enligt det preliminära röstresultatet fick Ince strax över 30 procent av rösterna i detta presidentval, mot Erdogans ca 53 procent.